# 夜叉ヶ池
夜叉ヶ池（やしゃがいけ）は、福井県南条郡南越前町にある池。岐阜県揖斐郡揖斐川町との境界付近に位置する。龍神伝説が伝えられている。1986年に「岐阜県の名水50選」と「飛騨・美濃紅葉三十三選 」に選定された。

## 地形

### 位置
福井県南条郡南越前町（旧今庄町）と岐阜県揖斐郡揖斐川町（旧坂内村）との境の、夜叉ヶ池山と三周ヶ岳との鞍部である標高1,099 mの稜線直下北西側に位置する。周囲は原生林におおわれている。数十万年前に起きた地滑りによってできた窪地に雨水や周辺の山からの伏流水が溜まり、池になったと考えられている。

### 水系
池からの河川の出口がなく、伏流水となって周辺に湧き出でるため、九頭竜川水系日野川の支流である岩谷川の源流部に位置する。
- 周囲：230 m[2]
- 最深部：7.7 m[2]

### 周辺の山
- 三国岳、夜叉ヶ池山、三周ヶ岳[8]、冠山、能郷白山、伊吹山

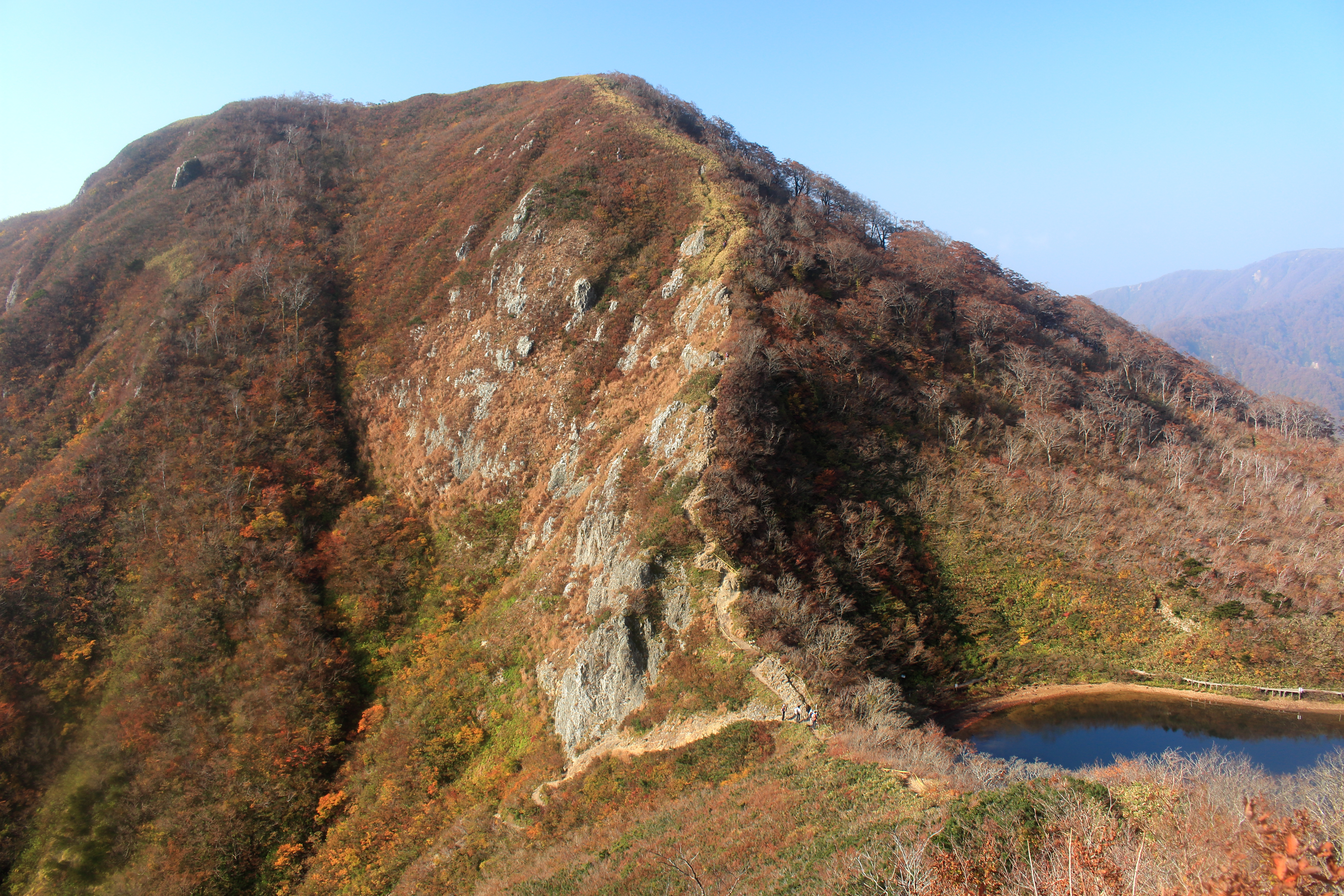
夜叉ヶ池山
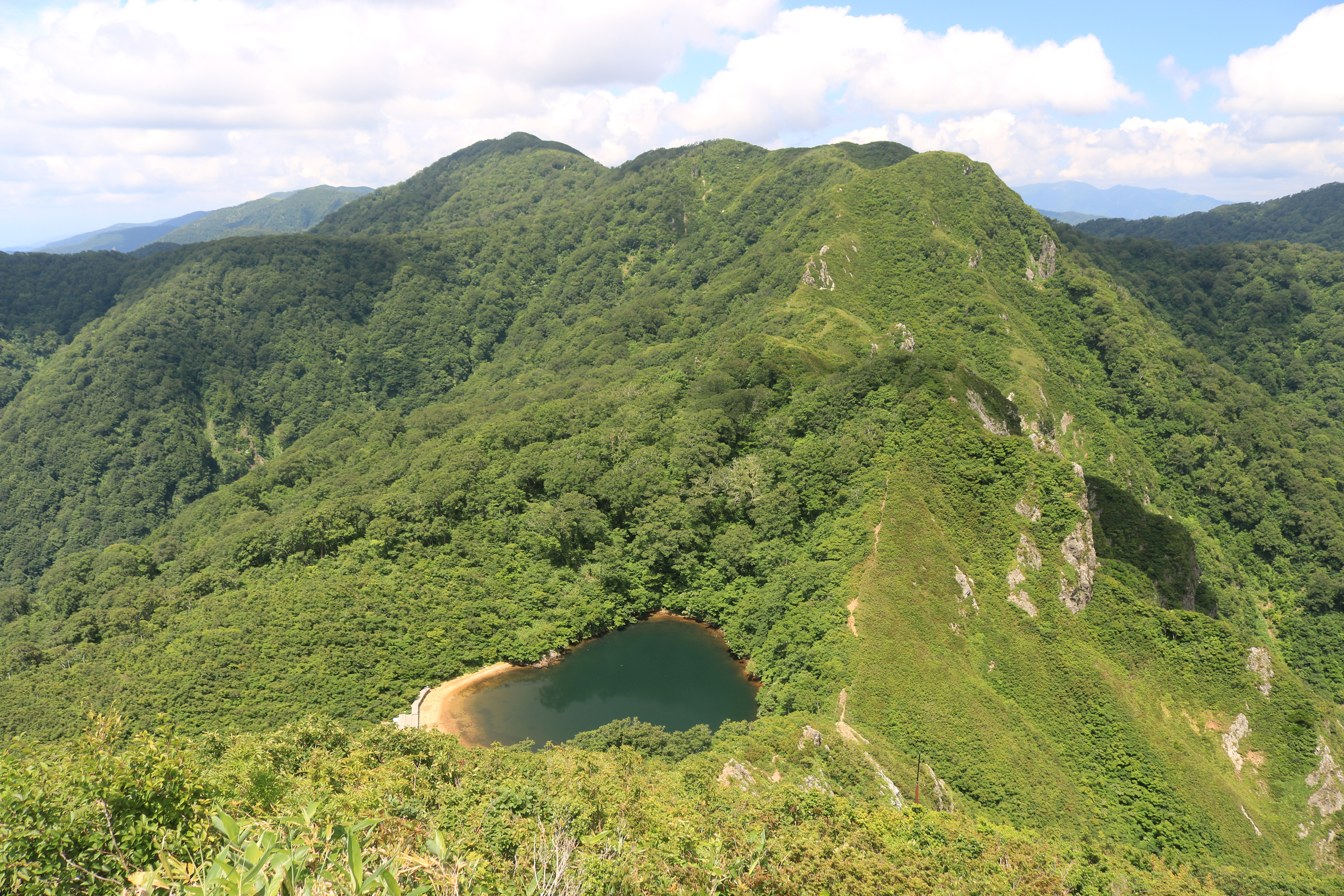
西側の夜叉ヶ池山から望む夜叉ヶ池と三周ヶ岳
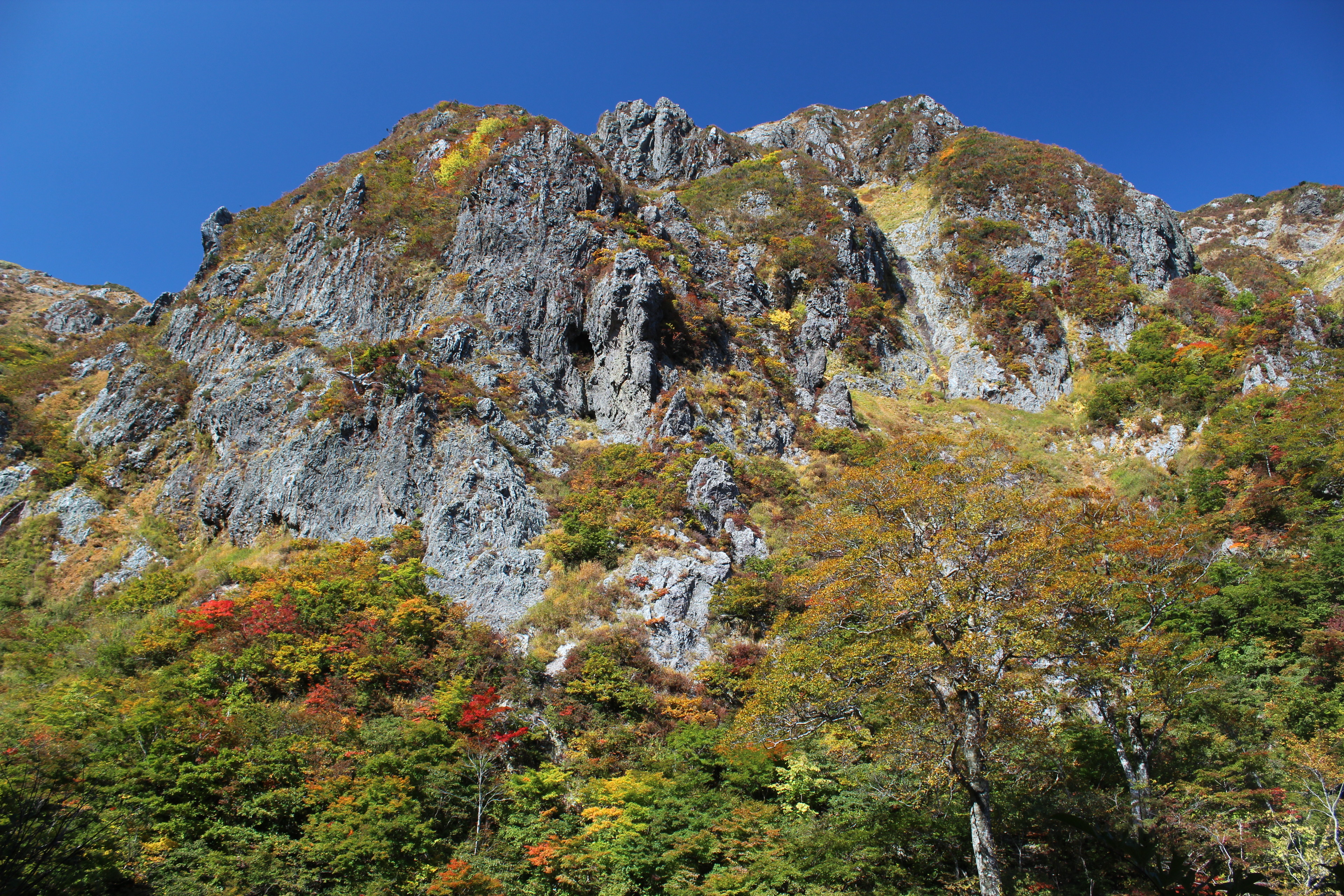
池の南東側に絶壁の「夜叉壁」がある

## 生物相
夜叉ヶ池の固有種であるヤシャゲンゴロウが生息し、環境省と福井県によりレッドリストの絶滅危惧I類の指定を受けている。またモリアオガエル、クロサンショウウオ、アカハライモリなどが生息し、魚類は生息していない。ヤシャゲンゴロウは、モリアオガエルやクロサンショウウオのオタマジャクシやトンボのヤゴなどをエサとして、池の生態系の頂点に立つ。
アカモノ、カタクリ、ミツバツチグリ、トクワカソウ、ニッコウキスゲ等中部地方の低山でありながら亜高山植物が多い。池の西畔には2004年9月に木道が整備され、生物の生息環境が保護されている。

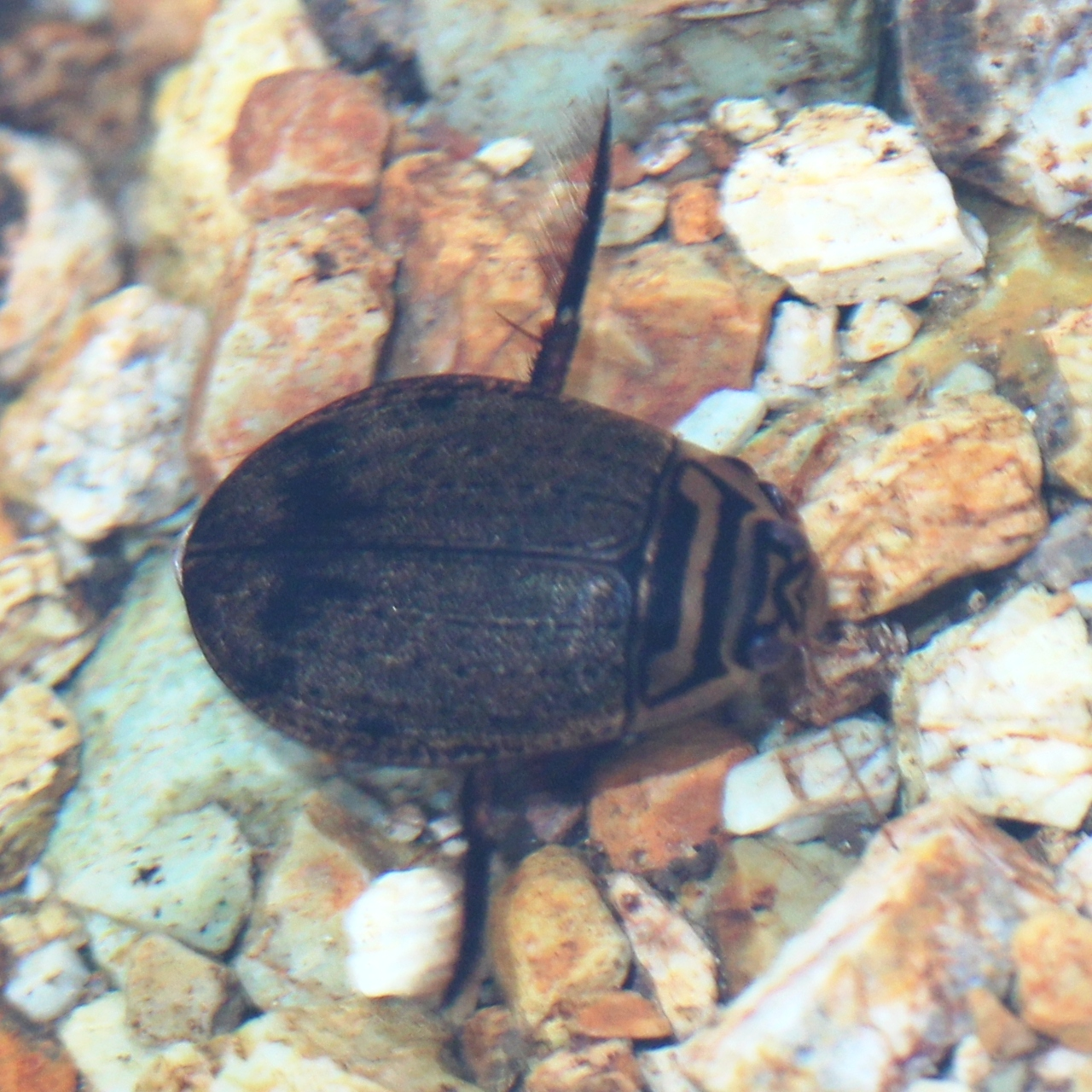
夜叉ヶ池の固有種ヤシャゲンゴロウ Acilius kishii
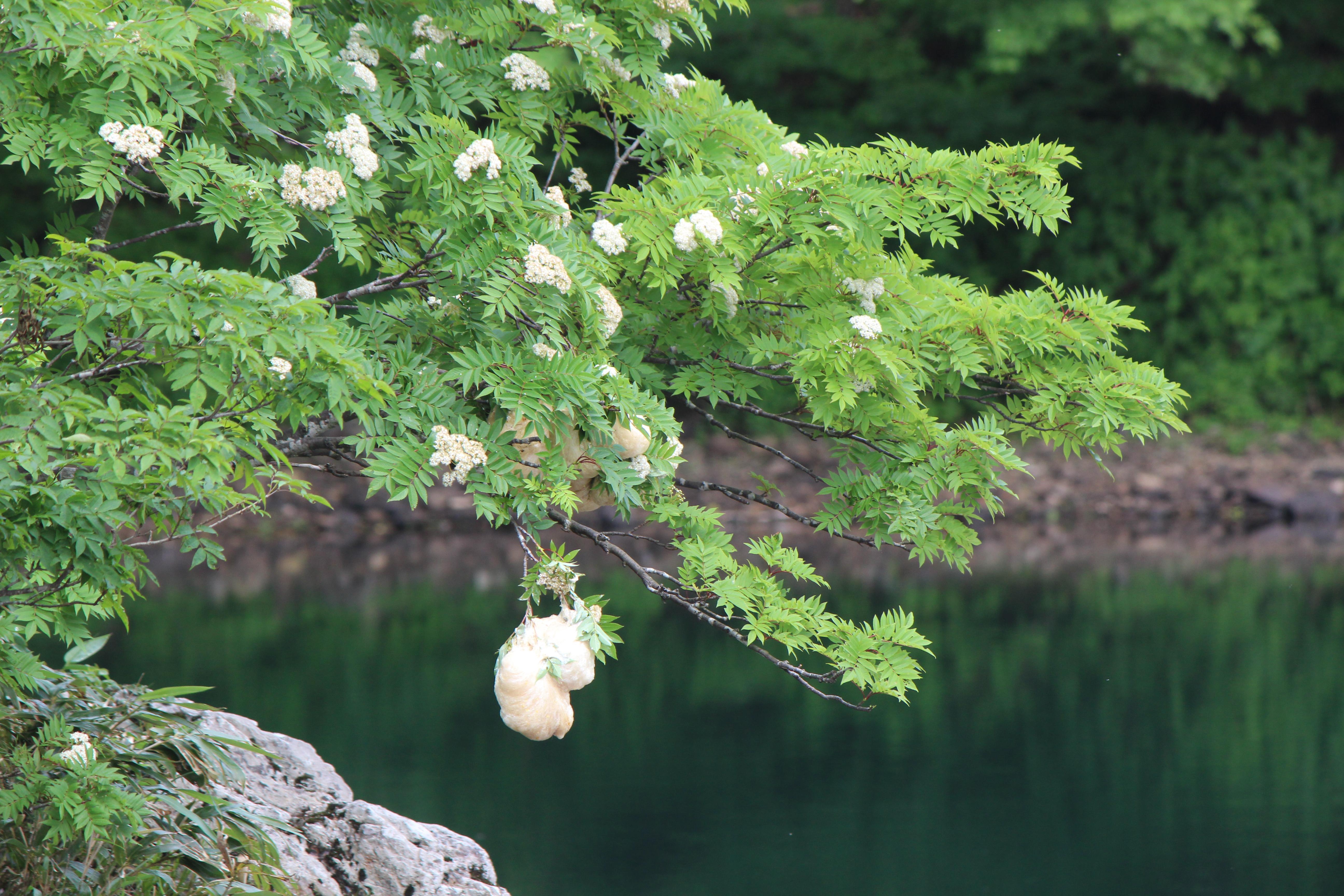
池畔の木に産み付けられたモリアオガエルの卵塊

## 神社
昔より、雨乞いが行われていた池であり、畔には奥宮夜叉龍神社がある。

## 交通アクセス
岐阜県揖斐郡揖斐川町の池ノ又林道終点の夜叉ヶ池登山口駐車場から約3km（徒歩約90分）。登山道には険しい箇所もあり、稜線直下名の急な岩場の斜面にはロープが設置されている。福井県側からも岩谷林道終点から登山道が整備されている。積雪期には登山口への林道は冬期閉鎖され、適期は6-11月ごろ。

## 県境の変遷
夜叉ヶ池の位置は、昔より美濃国（岐阜県）と越前国（福井県）のどちらが所有するかで争いが発生している。1875年（明治8年）、両県の立会いのもと検分が行われ、夜叉ヶ池の住所は坂内村大字川上字池之又986番地とされ、岐阜県に属することとなり、1880年（明治13年）には公式の地図もそうなった。しかし、1909年（明治42年）に陸地測量部（日本陸軍の地図作成部署）がこの地域を測量し、その結果を1913年（大正2年）に公式の地図に記載したさいは、両県の県境は分水嶺の稜線を引いたため、夜叉ヶ池は福井県側に属すこととなる。現在国土地理院の地図では福井県南条郡南越前町になっているが、岐阜県側は1875年の検分結果を主張し、福井県側は1909年の測量結果を主張している。

## 夜叉ヶ池の伝説

### 安八郡の伝説
雨乞いのための生贄として龍神に嫁ぐ話が最も一般的で、越前・美濃・近江の3国に分布しているが、固有名詞の具体性などから、そのルーツは美濃国（岐阜県）安八郡であろう。
安八太夫安次の子孫は現在も岐阜県安八郡神戸町に健在であり、今は石原姓を名乗っている。石原家はもとは当地の神主・司祭であり、夜叉ヶ池伝説はもともとこの石原家の由来を説く祖先説話だったと思われる。
岐阜県安八郡神戸町大字安次にある自宅には、安八太夫安次と夜叉を祭る夜叉堂がある。夜叉堂参拝する際、個人宅の為、事前に連絡し予約が必要である。
また、夜叉姫は、夜叉龍神社にて夜叉龍神という名で祀られている。

### 他の伝説
福井県にも良く似た伝説がある。こちらの伝説では、越前国南条郡池ノ上の弥兵次という豪農が主人公である。内容は岐阜県側に伝わる伝説とほぼ同じである。
福井県にはこのような後日談も伝わる。
今庄には他にこのような物語もある。
この物語は日本各地に分布する「蛇婿入」物語の一種であり、記紀神話でタマヨリビメが三輪氏の先祖オオタタネコを産んだ話の変異形である。
また、慈眼寺の縁起によると、その昔、夫婦がこの池に沈み夜叉と化したため、夜叉ヶ池と呼ぶという。数百年後、慈眼寺の僧天真が彼らを成仏させたという。

### 戯曲『夜叉ケ池』
泉鏡花の戯曲『夜叉ケ池』では村を越前国大野郡鹿見村（ただし実際の鹿見村は南条郡で、現在は南条郡南越前町）とし、娘が雨乞いの生贄にされるという大枠は同じだがかなり脚色されている。白雪（生贄の娘）は龍神と化し洪水を起こすが、越の大徳泰澄により池に封印される。なお、戯曲の本筋はそれから1200年が過ぎた現代（執筆当時）の物語である。現在、岩波文庫から「夜叉ケ池・天守物語」（緑27-3）として発行されている。